# Gregory Derenne
Gregory Derenne, né en 1978 à Paris, est un peintre réaliste français formé à l’École nationale supérieure des beaux-arts. Parallèlement à sa propre pratique, il a été de 2006 à 2020 assistant de François Boisrond, son professeur aux Beaux-Arts.

## Thèmes de son œuvre
Empruntant au champ photographique, les peintures de Gregory Derenne, au clair-obscur travaillé, restituent la beauté inerte et la poétique mystérieuse de lieux sans qualités particulières ou d’architectures ordinaires modernes ou anciennes. Ses peintures ont la particularité d'être réalisées sur des fonds noirs, qui selon lui sont les plus appropriés pour jouer de la frontière entre visible et invisible.

## Expositions
- 2010 : « Gregory Derenne », galerie Bertrand Grimont, Paris[4]
- 2017 : « Sliver », galerie Bertrand Grimont, Paris[2]

## Récompenses
- 2012 : 2e prix Antoine Marin[5]